# Marcus Hünnebeck
Marcus Hünnebeck (* 1971 in Bochum) ist ein deutscher Schriftsteller. Sein Pseudonym ist Marc Beck.

## Leben
Hünnebeck studierte an der Ruhr-Universität Bochum Wirtschaftswissenschaften. 2001 erschien mit Verräterisches Profil sein erster Thriller. In den Jahren 2003 und 2004 folgten die Werke Wenn jede Minute zählt und Im Visier des Stalkers. Bis 2013 erschienen einige Werke auch unter dem Pseudonym Marc Beck. Ab 2014 veröffentlicht er überwiegend als Selfpublisher; seit 2023 vorwiegend im Pahlberg-Verlag.

## Preise / Auszeichnungen
- Finalist Kindle Storyteller Award 2018: Der Wundennäher
- Bild Bestseller Belletristik 2019: Der Wundennäher, Der Geisterfahrer
- Bild Bestseller Belletristik 2020: Nesthäkchens Schrei, So tief der Schmerz, Bittere Brut, Tödlicher Fake, Der Schädelbrecher

## Veröffentlichungen (Auswahl)
- Verräterisches Profil. Militzke 2001, ISBN 978-3-86189-217-5
- Wenn jede Minute zählt. Betzel 2002, ISBN 978-3-932069-10-9
- Im Visier des Stalkers, Betzel 2004, ISBN 978-3-932069-25-3
- Im Namen der Vergeltung (gemeinsam mit Chris Karlden). Zeilenfluss 2019, ISBN 978-3-96714-005-7

### Reihe Leibwächter Stefan Trapp / Köln-Thriller
- Im Auge des Mörders. LYX 2015, ISBN 978-3-8025-9736-7
- Abschaum. LYX 2016, ISBN 978-3-8025-9737-4

### Reihe Jule und Leander / Nordsee-Thriller
zusammen mit Kirsten Wendt
- Stumme Jule. Eigenverlag, 2022, ISBN 979-8-42547302-8
- Seewindmorde. Belle Epoque Verlag, Dettenhausen 2022, ISBN 978-3-96357-268-5
- Mondopfer. Pahlberg Verlag, Dettenhausen 2023, ISBN 978-3-98845-026-5

### Reihe Personenfahnder Till Buchinger / Thriller
- So tief der Schmerz. Nova Verlag, Vachendorf 2020, ISBN 978-3-96698-217-7
- Zu viel gesehen. Belle Epoque Verlag, Dettenhausen 2021, ISBN 978-3-96357-256-2
- Der Kümmerer. Belle Epoque Verlag, Dettenhausen 2022, ISBN 978-3-96357-267-8
- Lügenmaske. Pahlberg Verlag, Dettenhausen 2023, ISBN 978-3-98845-017-3
- Heimliches Kind. Pahlberg Verlag, Dettenhausen 2024, ISBN 978-3-98845-021-0

### Reihe Robert Drosten und Lukas Sommer / Thriller
- Vorgeschichte: Die Namen des Todes: Die Jagd beginnt. Eigenverlag, 2017, ISBN 978-1-5203-4014-2
- Die Namen des Todes. Eigenverlag, 2017, ISBN 978-1-5203-4705-9
- Schuld vergibt man nie. Eigenverlag, 2017, ISBN 978-1-5208-5662-9
- Rudelfänger. Eigenverlag, 2017, ISBN 978-1-5220-0173-7
- Rudeljagd. Eigenverlag, 2017, ISBN 978-1-5499-8137-1
- Sommers Tod. Eigenverlag, 2017, ISBN 978-1-5215-4911-7
- Sommers Schuld. Eigenverlag, 2017, ISBN 978-1-9735-9358-4
- Die Todestherapie. Eigenverlag, 2018, ISBN 978-1-9803-4636-4
- Der Wundennäher. Eigenverlag, 2018, ISBN 978-3-96357-143-5
- Der Schädelbrecher. Eigenverlag, 2018, ISBN 978-1-7177-4246-9
- Blut und Zorn. Eigenverlag, 2018, ISBN 978-1-7241-5503-0
- Die TodesApp. Eigenverlag, 2018, ISBN 978-1-7907-0170-4
- Muttertränen. Eigenverlag, 2019, ISBN 978-1-7953-3465-5
- Todesschimmer. Eigenverlag, 2019, ISBN 978-1-0925-6495-3
- Vaters Rache. Eigenverlag, 2019, ISBN 978-3-96357-140-4
- Rachekrieger. Eigenverlag, 2019, ISBN 978-3-96357-141-1
- Der Geisterfahrer. Eigenverlag, 2019, ISBN 978-3-96357-142-8
- Nesthäkchens Schrei. Eigenverlag, 2019, ISBN 978-3-96698-877-3
- Bittere Brut. Eigenverlag, 2020, ISBN 979-8-61565228-8
- Tödlicher Fake. Eigenverlag, 2020, ISBN 979-8-63290120-8
- Schreikind. Eigenverlag, 2020, ISBN 979-8-64559152-6
- Eiskalte Reue. Eigenverlag, 2020, ISBN 978-3-96357-148-0
- Der Schattenbringer. Eigenverlag, 2021, ISBN 978-3-96357-150-3
- Der Mädchenpflücker. Eigenverlag, 2021, ISBN 979-8-71606381-5
- Feuerqual. Eigenverlag, 2021, ISBN 978-3-96357-258-6
- Totgeschlagen. Eigenverlag, 2021, ISBN 978-3-96357-259-3
- Böser Sandmann. Eigenverlag, 2021, ISBN 979-8-78129628-6
- Der Blutmaler. Eigenverlag, 2022, ISBN 979-8-40474767-6
- Der Trostspender. Pahlberg Verlag, Dettenhausen 2024, ISBN 978-3-98845-019-7
- Todesbeute. Pahlberg Verlag, Dettenhausen 2024, ISBN 978-3-98845-020-3
- Dein Lieblingsmensch. Pahlberg Verlag, Dettenhausen 2024, ISBN 978-3-9884502-2-7
- Ballkönige des Todes. Pahlberg Verlag, Dettenhausen 2024, ISBN 978-3-98845-024-1
- Der Beherrscher. Pahlberg Verlag, Dettenhausen 2025, ISBN 978-3-98845-027-2

### Reihe Baker und Schmitt
- Die letzten 5 Sekunden. Pahlberg Verlag, Dettenhausen 2023, ISBN 978-3-98845-060-9
- Die letzten 4 Seiten. Pahlberg Verlag, Dettenhausen 2024, ISBN 978-3-98845-061-6